# George Dawe
George Dawe (St. James's, 6 febbraio 1781 – Kentish Town, 15 ottobre 1829) è stato un pittore inglese, autore dei ritratti presso la Galleria militare del Palazzo d'Inverno di San Pietroburgo.